# Corée du Nord aux Jeux olympiques d'été de 2016
La Corée du Nord participe aux Jeux olympiques d'été de 2016 à Rio de Janeiro. Il s'agit de sa 10e participation aux Jeux olympiques d'été.

## Médaillés
| Médaille | Nom         | Sport         | Compétition           | Date   |
| -------- | ----------- | ------------- | --------------------- | ------ |
| Argent   | Om Yun-Chol | Haltérophilie | Moins de 56 kg hommes | 7 août |

## Athlétisme

### Homme

#### Course
| Athlètes | Compétitions | Série | Série | Demi-finales | Demi-finales | Finale          | Finale |
| Athlètes | Compétitions | Temps | Rang  | Temps        | Rang         | Temps           | Rang   |
| -------- | ------------ | ----- | ----- | ------------ | ------------ | --------------- | ------ |
| Pak Chol | Marathon     | NC    | NC    | NC           | NC           | 2 h 15 min 27 s | 27e    |

### Femme

#### Course
| Athlètes      | Compétitions | Série | Série | Demi-Finales | Demi-Finales | Finale          | Finale |
| Athlètes      | Compétitions | Temps | Rang  | Temps        | Rang         | Temps           | Rang   |
| ------------- | ------------ | ----- | ----- | ------------ | ------------ | --------------- | ------ |
| Kim Hye-song  | Marathon     | NC    | NC    | NC           | NC           | 2 h 28 min 36 s | 10e    |
| Kim Hye-gyong | Marathon     | NC    | NC    | NC           | NC           | 2 h 28 min 36 s | 11e    |
| Kim Kum-Ok    | Marathon     | NC    | NC    | NC           | NC           | 2 h 38 min 24 s | 49e    |

### Judo
| Athlète       | Compétition    | 1/32 de finale         | 1/16 de finale      | 1/8 de finale       | Quarts de finale    | Demi-finales        | Repêchage 1         | Repêchage 2         | Finale              | Finale |
| Athlète       | Compétition    | Adversaire Résultat    | Adversaire Résultat | Adversaire Résultat | Adversaire Résultat | Adversaire Résultat | Adversaire Résultat | Adversaire Résultat | Adversaire Résultat | Rang   |
| ------------- | -------------- | ---------------------- | ------------------- | ------------------- | ------------------- | ------------------- | ------------------- | ------------------- | ------------------- | ------ |
| Hong Kuk-hyon | Moins de 73 kg | Battu par Duprat ippon | –                   | –                   | –                   | –                   | –                   | –                   | –                   | –      |

| Athlète    | Compétition    | 1/16 de finale      | 1/8 de finale              | Quarts de finale    | Demi-finales        | Repêchage 1         | Repêchage 2         | Finale              | Finale |
| Athlète    | Compétition    | Adversaire Résultat | Adversaire Résultat        | Adversaire Résultat | Adversaire Résultat | Adversaire Résultat | Adversaire Résultat | Adversaire Résultat | Rang   |
| ---------- | -------------- | ------------------- | -------------------------- | ------------------- | ------------------- | ------------------- | ------------------- | ------------------- | ------ |
| Kim Sol-mi | Moins de 48 kg | Exempté             | Battu par Dolgova waza-ari | –                   | –                   | –                   | –                   | –                   | –      |

## Haltérophilie
| Athlète     | Compétition | Arraché  | Arraché | Épaulé-jeté | Épaulé-jeté | Total | Rang                               |
| Athlète     | Compétition | Résultat | Rang    | Résultat    | Rang        | Total | Rang                               |
| ----------- | ----------- | -------- | ------- | ----------- | ----------- | ----- | ---------------------------------- |
| Om Yun-chol | -56 kg      | 134      | 2e      | 169         | 2e          | 303   | Médaille d'argent, Jeux olympiques |

## Tennis de table
Kim Song-i remporte une médaille de bronze en simple.

## Tir à l'arc
| Athlète    | Compétition       | Tour préliminaire | Tour préliminaire | 1er tour         | 2e tour          | 3e tour          | Quarts de finale | Demi-finales     | Finale           | Finale |
| Athlète    | Compétition       | Score             | Rang              | Adversaire Score | Adversaire Score | Adversaire Score | Adversaire Score | Adversaire Score | Adversaire Score | Rang   |
| ---------- | ----------------- | ----------------- | ----------------- | ---------------- | ---------------- | ---------------- | ---------------- | ---------------- | ---------------- | ------ |
| Kang Un-ju | Individuel femmes | 643               | 15                | Sarah Nikitin    | -                | -                | -                | -                | -                | -      |